# Franziska Feifalik

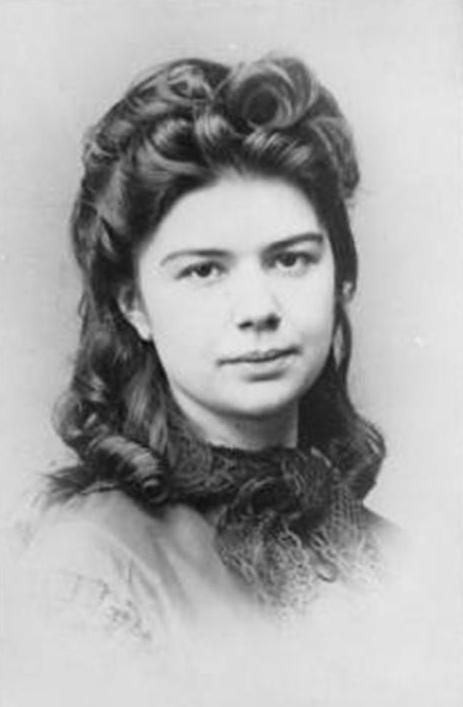
Franziska „Fanny“ Feifalik, geb. Rösler

Franziska „Fanny“ Feifalik, geborene Franziska Rösler, Rössler oder Angerer (* 28. Jänner 1842 in Wien, Kaisertum Österreich; † 5. April 1911 in Wien, Österreich-Ungarn), war eine österreichische Friseurin und enge Vertraute der Kaiserin Elisabeth von Österreich-Ungarn.

## Leben
Franziska Feifalik, geborene Rösler, anderen Quellen zufolge geb. Angerer, kam aus einfachen Verhältnissen, sie war die Tochter einer Hebamme und eines Friseurs am Wiener Spittelberg. Sie erlernte den Beruf ihres Vaters. Danach fand sie bei den Wiener Theatern eine Anstellung als Garderoberin und Theaterfriseurin. Ihre Arbeit war bald sehr geschätzt. Selbst berühmte Schauspielerinnen wie Maria Geistinger, Pauline Lucca oder Katharina Schratt ließen sich von Fanny ihre Haare für die Bühne richten.
In Wiener Theaterkreisen fiel ihre handwerkliche Geschicklichkeit auf, weshalb sie im k.k. Hoftheater nächst der Burg eine Anstellung fand. Während eines Theaterbesuchs fiel der Kaiserin Elisabeth die wunderschöne, phantasievolle Frisur der Hauptdarstellerin des Stückes auf (es war die Schauspielerin Zerline Gabillon). Auf Nachfrage wurde der Kaiserin mitgeteilt, dass es sich bei der Friseurin um Fräulein Fanny Angerer handle, die erst kürzlich beim Burgtheater als Theaterfriseurin eingestellt worden sei. Elisabeth trat daraufhin mit Franziska in persönliche Verhandlungen, sie warb sie vom Burgtheater ab und bot ihr die Stelle einer „persönlichen Friseurin der Kaiserin“ an. Für Fanny, das einfache Mädchen aus dem Volk, das von ihrer Majestät persönlich an den Wiener Hof gerufen wurde, kam dies einer märchenhaften, ungewöhnlichen Karriere gleich. Fannys Einstellung erregte in der damaligen Zeit beträchtliches Aufsehen. Am 27. April 1863 schrieb die Wiener Morgen Post in ihrer Rubrik „Tagesneuigkeiten“ Folgendes:  Die seit Langem schwebende Frage, ob ein Friseur oder Friseurin in den Dienst ihrer Majestät der Kaiserin treten werde, ist endlich entschieden. Fräulein Angerer entsagt der Ordnung der Coiffuren der Hofschauspielerinnen und dem dafür angesetzten Honorar und empfängt dafür eine Entschädigung von jährlichen 2000 fl., um als kaiserliche Friseurin sich dem allerhöchsten Dienste widmen zu können, wobei, wenn es ihre Zeit erlaubt, ein anderweitiger Kunstverdienst nicht ausgeschlossen ist.
Fanny war mit der Kaiserin nicht nur nahezu altersgleich, sondern sie hatte ebenfalls eine schöne, schlanke Figur und war Elisabeth auch sehr ähnlich. Elisabeth bevorzugte „schöne Menschen“, ganz unabhängig von ihrem Geschlecht, was auch ihre „Schönheitenalben“ bewiesen, in denen sie Fotos gut aussehender Menschen sammelte.
Fanny war als einzige Person über Jahrzehnte hinweg zu Hause und auf Reisen ständig in der Nähe der Kaiserin, wurde mutmaßlich ihre innigste Vertraute und versorgte sie mit Nachrichten über alle Vorgänge inner- und außerhalb des Hofes. Sie war zu einem lebenslänglichen Jahresgehalt von 3.000 fl angestellt, konnte auf Fahrten zur Kaiserin eine Equipage des Hofes nutzen und erhielt auf Reisen tägliche Diätengelder. Sie durfte – abgesehen von einer kleinen Zahl von Damen, für die Elisabeth eine Ausnahmegenehmigung erteilte – nur die Kaiserin frisieren.
Fanny, die täglich nahezu drei Stunden mit der Kaiserin bei ihrer Morgentoilette zubrachte, entwickelte sich zu einer der engsten Vertrauten der Kaiserin, was viele Hofdamen – vor allem die Gräfin Festetics – eifersüchtig machte. Die Kaiserin setzte ihre Friseurin auch öfter als ihr Double ein. So ließ Elisabeth ihre Friseurin 1885 im Galaboot im Hafen von Smyrna umherfahren und die Huldigungen der Honoratioren der Stadt entgegennehmen, während sie selbst auf einer Barke an Land ging und unerkannt eine Stadtbesichtigung unternahm. Und auch Gräfin Irma Sztáray berichtet über eine Begebenheit am Bahnhof von Marseille im Februar 1895, wo Fanny am Bahnsteig die Verbeugungen und Ehrenerweisungen der versammelten Menge als „Kaiserin von Österreich würdevoll entgegen nahm“. Elisabeth bemerkte dazu lakonisch: „Stören wir die gute Feifalik nicht!“ und stieg lachend und unbemerkt in den Zug. Ihr Double konnte Elisabeth natürlich nur dort „einsetzen“, wo man sie nicht so genau kannte, meistens war das nur im Ausland möglich.
Das Waschen der Haare dauerte meist einen ganzen Tag und wurde etwa alle drei Wochen wiederholt. Elisabeth konnte sehr ärgerlich werden, wenn ihr ihre Friseurin einen Kamm mit „toten“ (ausgefallenen) Haaren zeigte. Deshalb ließ sich Fanny auf der Innenseite ihrer Schürze ein Klebeband anbringen, um die ausgefallenen Haare dort zu verstecken. Nach dem Ende der Prozedur verneigte sich Fanny mit der Bemerkung „Ich sinke Euerer Majestät zu Füßen!“
Fanny war fortan die bedeutendste Friseurin der Donaumonarchie. Ihr Anteil an Elisabeths Schönheit darf nicht unterschätzt werden. Ihre Haarkreationen trugen dazu bei, dass Elisabeth als Kultfigur wahrgenommen wurde. Elisabeths komplizierte Haarkrone, mit auf dem Kopf verschlungenen langen Zöpfen, ihre berühmte „Steckbrieffrisur“, war eine Kreation von Fanny, die vielfach, jedoch immer vergeblich, kopiert wurde. Fannys Frisuren wurden nicht nur von Elisabeths Schwestern nachgeahmt, sondern auch von zahlreichen Damen des damaligen Hochadels und der Gesellschaft, die es als Auszeichnung empfanden, von ihr frisiert zu werden.
Im Laufe der Jahre wurde Elisabeth von Fanny ausgesprochen abhängig. Elisabeth hatte ein persönliches Interesse an Fanny, unter keinen Umständen wollte sie auf ihre Dienste verzichten. Als sich Fanny in den Bankbeamten bürgerlicher Herkunft Hugo Feifalik (1834–1914) verliebte und beabsichtigte, diesen zu heiraten, hätte die Kaiserin nach den Regeln der damaligen Hofetikette Fanny entlassen müssen, da nur unverheiratete Damen als Gesellschafterinnen der Kaiserin zugelassen waren. Aber Elisabeth setzte es nach Fannys Heirat am 7. Jänner 1866 mit einer persönlichen Bitte bei ihrem Gatten durch, dass Fanny bleiben durfte. Sie nahm sogar Hugo Feifalik in ihre Dienste, wodurch für diesen eine steile Karriere begann. Bereits im Jahre 1867 wurde Hugo Feifalik zum „Privatsecretär Ihrer Majestät“ ernannt und mit dem „Titel, Rang und Charakter eines k. k. Hofsecretärs“ ausgezeichnet. Danach avancierte er am Wiener Hof zum „Regierungsrath“ sowie Hofrat und wurde 1880 in den Ritterstand als „Hugo Ritter von Feifalik“ erhoben. Das Ehepaar Feifalik diente der Kaiserin mehr als dreißig Jahre lang treu am Wiener Hof. In dieser Zeit übte es einen ziemlich bedeutenden Einfluss auf Elisabeth aus.
Ihren griechischen Vorlesern, wie zum Beispiel Constantin Christomanos, untersagte Elisabeth, während des Frisierens Fanny Feifalik zu viel Aufmerksamkeit zu schenken. „Diese Frau ist ein seltsamer Mensch“, meinte Elisabeth ihm gegenüber. „Sie weiß nicht, ob sie einem Blicke zuwerfen oder einen verachten oder schlechtmachen soll. Und ihr Mann ist auf andere Weise verrückt. Er leidet an Größenwahn. Wenn es solche Menschen nicht gäbe, wäre das Leben sehr ernst.“
Nach Berichten der Neuen Freien Presse vom 18. Dezember 1896, also zwei Jahre vor dem gewaltsamen Tod der Kaiserin, verließ Fanny gemeinsam mit ihrem Ehemann den Wiener Hof und ging in den Ruhestand. Dem „Pensionirungsgesuch des langjährigen, vielverdienten Cabinets-Secretärs der Kaiserin, Hofrathes Hugo Ritter v. Feifalik, und dessen Gemalin, der k. k. Kammerfriseurin Frau Francisca v. Feifalik“ wurde im Dezember 1896 stattgegeben. Zum Dank für „ungefähr dreißig Jahre im Dienste der Kaiserin“ wurde Franziska v. Feifalik mit dem goldenen Verdienstkreuz mit der Krone, ihr Ehemann mit dem Ritterkreuz des Leopolds-Ordens ausgezeichnet. Fanny bezog eine Pension vom Wiener Hof und starb am 5. April 1911 im Alter von 69 Jahren in Wien.

## Videos
- Fanny Feifalik & Co Erfolgsgeschichte einer Familie https://www.youtube.com/watch?v=zXLOlcKqito